# Inbellen

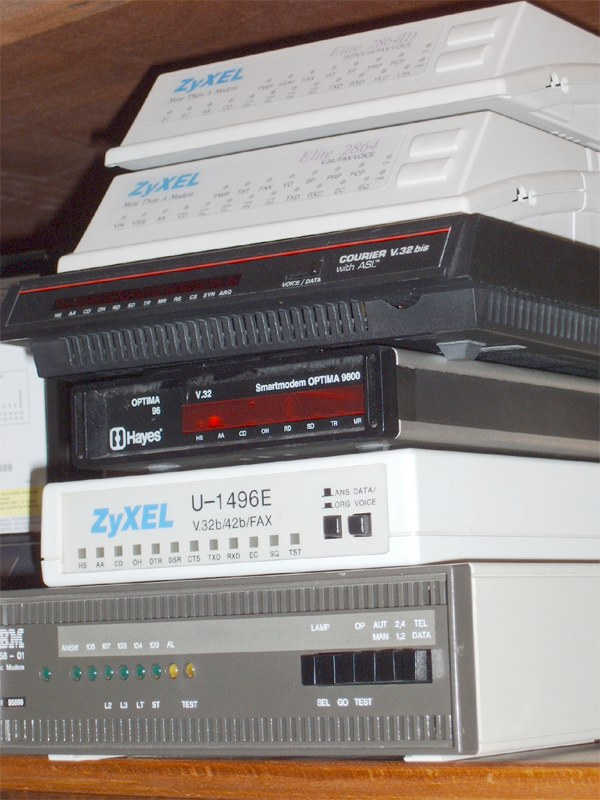
Modems om in te bellen

Inbellen is een computerterm die wordt gehanteerd wanneer iemand met een modem een verbinding wil leggen met het internet. Het 'inbellen' vindt plaats via een analoge telefoonlijn POTS- of digitale ISDN-lijn. Met een speciaal telefoonnummer (in Nederland vaak beginnend met 0676) wordt verbinding gelegd met een internetaanbieder.
De inbelverbinding was aanvankelijk erg populair in de tweede helft van de jaren negentig. Bij de meeste internetproviders is hiervoor een abonnement nodig. Maar nog steeds zijn er enkele aanbieders waarbij er alleen voor de telefoontikken betaald hoeft te worden, zonder dat aanmelding nodig is.
De kosten van een inbelverbinding waren naast provider-afhankelijk, ook afhankelijk van het tijdstip én de dag. Veelal waren de tarieven in de avonduren en in het weekend lager, omdat het zakelijk verkeer op die momenten minder bandbreedte vereiste.
Door de komst van relatief goedkope kabelverbindingen en breedbandinternet sinds 2000, waarmee men dag en nacht online kan zijn en veel hogere snelheden heeft, worden de trage inbelverbindingen nog maar weinig gebruikt. Alleen voor mensen die slechts sporadisch internetten, voor gebruikers van bepaalde vormen van internetbankieren, kerkradio of voor de gebieden in Nederland waar nog geen coax- of glasvezelkabel ligt, is het hebben van een inbelverbinding nog een optie. De goedkoopste inbelaanbieders leveren een verbinding naar een gewoon vast nummer dat, afhankelijk van het telefonieabonnement, gratis kan zijn.
Aanbieders die in 2020 in Nederland nog inbelfaciliteiten leverden waren:
- Inbellen.nl
- Inbellen.org
- Plex
- XS4ALL

KPN was een van de laatste providers die nog internet leverde via een inbelverbinding, maar is daar op 1 oktober 2021 mee gestopt.